# Cédric Collet
Cédric Collet (Brétigny-sur-Orge, 7 maart 1984) is een Franse voetballer van Guadeloupse afkomst, die momenteel zonder club zit.

## Carrière
Cédric Collet begon te voetballen bij AS Égly. Vervolgens trok hij naar de voetbalclub van Brétigny-sur-Orge en later naar de amateurafdeling van PSG. Een jaar na z'n aankomst bij PSG keerde Collet terug naar Brétigny, waar een scout van CS Sedan Ardennes hem een contract aanbood.
In eerste instantie belandde hij opnieuw in het Championnat de France amateur, maar al gauw mocht hij ook met het eerste elftal van Sedan meetrainen. Collet wisselde voortdurend tussen het eerste en tweede elftal. Uiteindelijk mocht hij één wedstrijd in Ligue 1 meespelen. Ook toen Sedan in 2003 degradeerde naar Ligue 2 werd hij geen vaste waarde in het eerste elftal. In 2004 maakte hij de overstap naar SO Romorantinais. Een jaar later belandde hij bij Tours FC, waarmee hij in 2006 promoveerde naar Ligue 2. In 2007 verhuisde hij naar reeksgenoot Stade Brestois.
Een seizoen later trok Collet naar België. Zo'n 20 km voorbij de Franse grens ging hij aan de slag bij RAEC Mons. Hij werd een vaste waarde in Bergen, maar kon niet voorkomen dat de ploeg op het einde van het seizoen moest degraderen. Collet zelf wist een transfer naar landskampioen Standard Luik te versieren. Dat werd echter een flop. In januari 2011 werd zijn contract dan ook verbroken. Hij vond onderdak bij AS Beauvais Oie, maar maakte in de zomer van 2011 de overstap naar Stade de Reims.
Collet kwam ook al meerdere keren uit voor de nationale ploeg van Guadeloupe.

## Spelerscarrière
| seizoen   | club              | land      | competitie           | wed. | goals |
| --------- | ----------------- | --------- | -------------------- | ---- | ----- |
| 2002/2003 | CS Sedan Ardennes | Frankrijk | Ligue 1              | 1    | 0     |
| 2003/2004 | CS Sedan Ardennes | Frankrijk | Ligue 2              | 1    | 0     |
| 2004/2005 | SO Romorantinais  | Frankrijk | CFA                  | 32   | 6     |
| 2005/2006 | Tours FC          | Frankrijk | Championnat National | 29   | 3     |
| 2006/2007 | Tours FC          | Frankrijk | Ligue 2              | 31   | 1     |
| 2007/2008 | Stade Brestois    | Frankrijk | Ligue 2              | 21   | 2     |
| 2008/2009 | RAEC Mons         | België    | Jupiler Pro League   | 29   | 2     |
| 2009/2010 | Standard Luik     | België    | Jupiler Pro League   | 4    | 0     |
| 2010/2011 | Standard Luik     | België    | Jupiler League       | 0    | 0     |
| 2010/2011 | AS Beauvais Oise  | Frankrijk | Championnat National | 9    | 0     |
| 2011/12   | Stade de Reims    | Frankrijk | Ligue 2              | 9    | 0     |
|           |                   |           | Totaal               | 134  | 8     |